# Lawrence Brooks Hays

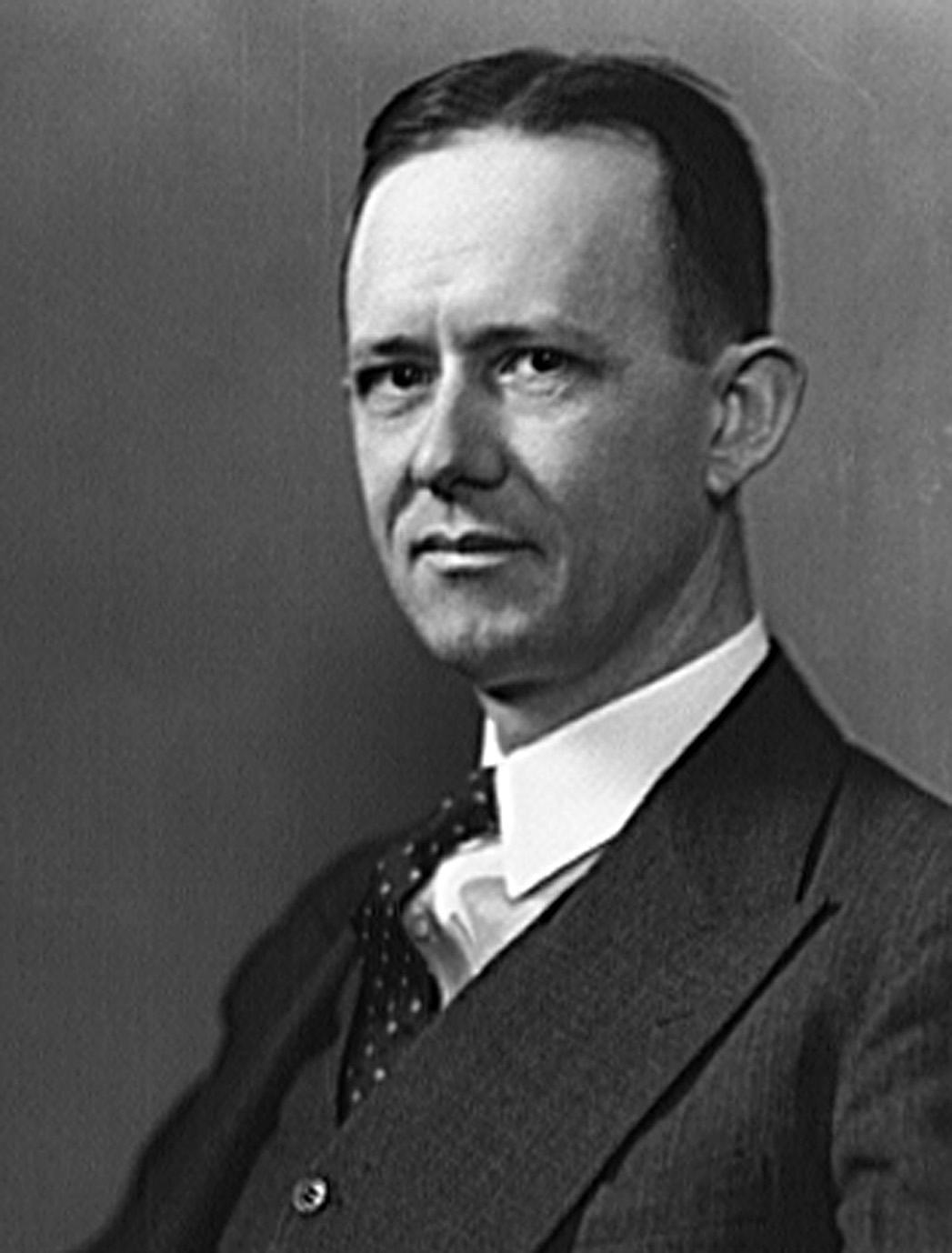
Brooks Hays (1936)

Lawrence Brooks Hays (* 9. August 1898 in London, Pope County, Arkansas; † 11. Oktober 1981 in Chevy Chase, Maryland) war ein US-amerikanischer Politiker (Demokratische Partei). Er vertrat den Bundesstaat Arkansas im US-Repräsentantenhaus.

## Werdegang
Brooks Hays besuchte die öffentliche Schule in Russellville. Danach verpflichtete er sich 1918 in der US Army. Nach dem Kriegsende verließ er wieder die Armee und begann an der University of Arkansas in Fayetteville zu studieren, wo er 1919 graduierte. Darauf besuchte er die Rechtsabteilung der George Washington University in Washington. Er bekam 1922 sein Juradiplom sowie seine Zulassung als Anwalt. Danach ging er nach Russellville zurück und eröffnete eine Praxis.
Hays war zwischen 1925 und 1927 stellvertretender Attorney General von Arkansas. Danach gehörte er von 1932 bis 1939 dem Democratic National Committee als Vertreter seines Staates an. Mit dem Eintreffen des New Deal wurde Hays 1934 zum Wirtschaftskontrollbeamten für die National Recovery Administration in Arkansas ernannt. Danach wurde er 1935 stellvertretender Siedlungsverwalter und hielt die administrative und gesetzliche Position in der Farm Security Administration zwischen 1936 und 1942.
Hays kandidierte für das US-Repräsentantenhaus und wurde in den 78. Kongress gewählt. Er wurde noch sieben weitere Male wiedergewählt. Seine Amtszeit erstreckte sich vom 3. Januar 1943 bis zum 3. Januar 1959.
1953 unterstützte Hays die Resolution 60 zur Schaffung „eines Ortes des Rückzugs als Zuspruch zum Gebet“ innerhalb des Kapitols. Dies folgte einem Trend der frommen Gesetzgebung, die das bisherige Jahr in der Begründung des „Nationalen Gebetstags“ erklärt hatte und dass in den folgenden Jahren dieser mit den einführenden Worten „Unter Gott“ in dem Treueschwur fortgeführt werden würde (1954). 1955 folgte die Ergänzung „In God We Trust“, die bis heute beibehalten wurde.
Trotzdem sah man 1953 auch als den Beginn des Presidential Prayer Breakfast, später umbenannt in den National Prayer Breakfast, eine Bewegung, gefördert durch den International Christian Leadership, auch besser bekannt als The Family. Hays beschrieb ihn, in der Kolumne der Washington Post von Drew Pearson am 20. Juni 1954, als "einer der führenden Fachleute in psychologische Kriegsführung gegen den Kommunismus", benutzte seine evangelischen Beziehungen, um eine christlich konservative Meinung zugunsten der offensiven internationalen The Family zu bilden, die sich auf die „militante Freiheit“ beruft, die von den internationalistischen Republikanern und den konservativen Demokraten bevorzugt wurde.
Des Weiteren war Hays 1956 an der Verfassung des Southern Manifesto beteiligt, dass sich gegen die Rassenintegration an den öffentlichen Einrichtungen aussprach.

## Die Wahl 1958
Das Hauptanliegen des Tages war Präsident Eisenhowers Entscheidung bundesstaatliche Truppen in die Central High School in Little Rock zu schicken. Die meisten Politiker aus Arkansas waren gegen diese Intervention, allein Hays versuchte indirekt aus der Distanz zwischen der Bundesregierung und Gouverneur Orval Faubus zu vermitteln. Hays war kein Internationalist, doch seine Aktionen entflammten die Anhänger der Rassentrennung im Staat, die sich dann um einen Bürgerratskandidaten in den demokratischen Vorwahlen scharten. Hays siegte mit einer 3-2-Marge. Dann legte, mit gerade einer Woche vor den Novemberwahlen, Dale Alford, ein Mitglied der Schulbehörde in Little Rock, ein Angebot gegen Hays ab. Unterstützt durch Faubus' Verbündeten gewann Alford in einer größeren Verunsicherung durch über 1200 Stimmen (51 - 49 Prozent). Dies geschah nur drei Mal im letzten halben Jahrhundert (behauptete man 2006), dass ein gerade eingeschriebener Kandidat eine Kongresswahl gewann.

## Die Nachkongresskarriere
Nach dem Ende seiner Amtszeit wurde Hays zum Präsidenten der Southern Baptist Convention gewählt. Diese Tätigkeit übte er zwischen 1957 und 1958 aus. Danach kam er in den Aufsichtsrat der Tennessee Valley Authority, wo er von 1959 bis 1961 verweilte. Des Weiteren arbeitete Hays 1961 in der Regierung Kennedy als Staatssekretär für Kongressbeziehungen (Assistant Secretary of State for Legislative Affairs) im Außenministerium und als Special Assistant des US-Präsidenten vom Ende 1961 bis Februar 1964.
Hays wurde Professor für Politikwissenschaft am Eagleton Institute der Rutgers University und Gastprofessor der Regierung an der University of Massachusetts. Des Weiteren arbeitete er als Direktor des Ecumenical Institute an der Wake Forest University zwischen 1968 und 1970. Danach wurde er 1970 zum Co-Vorsitzenden der Former Members of Congress, Inc. und arbeitete als Vorsitzender der Government Good Neighbor Council in North Carolina.
1972 machte Hays noch einen Anlauf auf den 93. Kongress als Abgeordneter für North Carolina, aber er verlor gegen den republikanischen Amtsinhaber Wilmer Mizell.
Nach dem Ende seiner politischen Laufbahn kaufte sich Hays einen Alterssitz in Chevy Chase, Maryland. Dort verstarb er am 11. Oktober 1981. Er wurde auf dem Oakland Cemetery in Russellville beerdigt.